# هولشوو
هولشوو (به چکی: Holešov) یک منطقهٔ مسکونی در جمهوری چک است که در ناحیه کرومیریژ واقع شده‌است. هولشوو ۱۲٬۲۶۶ نفر جمعیت دارد.